# وارنر براذرز ديسكفري أوروبا والشرق الأوسط وإفريقيا
وارنر براذرز ديسكفري أوروبا والشرق الأوسط وأفريقيا (بالإنجليزية: Warner Bros. Discovery EMEA)‏؛ هو قسم من نظام تيرنر للبث، المسؤول عن إدارة مجموعة شبكات الكبلات التلفزيونية والأقمار الصناعية في جميع أنحاء أوروبا والشرق الأوسط وأفريقيا، تدير نظام تيرنر للبث أوروبا العلامات التجارية التالية: سي إن إن انترناشيونال، بوميرانغ، تيرنر كلاسيك موفيز، شبكة تورنر التلفزيونية، كرتون نتورك، بوينغ (قناة تلفزيونية)، هيدلاين نيوز، تونامي، وارنر تي في، كارتونيتو.